# كارل كونولي
كارل كونولي (بالإنجليزية: Karl Connolly)‏ (9 فبراير 1970 في المملكة المتحدة - ) هو لاعب كرة قدم بريطاني في مركز الهجوم. لعب مع سوانزي سيتي وكوينز بارك رينجرز ونادي ريكسهام وCefn Druids A.F.C. ‏ وPrescot Cables F.C. ‏ وWarrington Town F.C. ‏.

## وصلات خارجية
- كارل كونولي على موقع قاعدة بيانات كرة القدم.إي يو (الإنجليزية)
- كارل كونولي على موقع Soccerbase.com (لاعب) (الإنجليزية)